# Wahlschablone

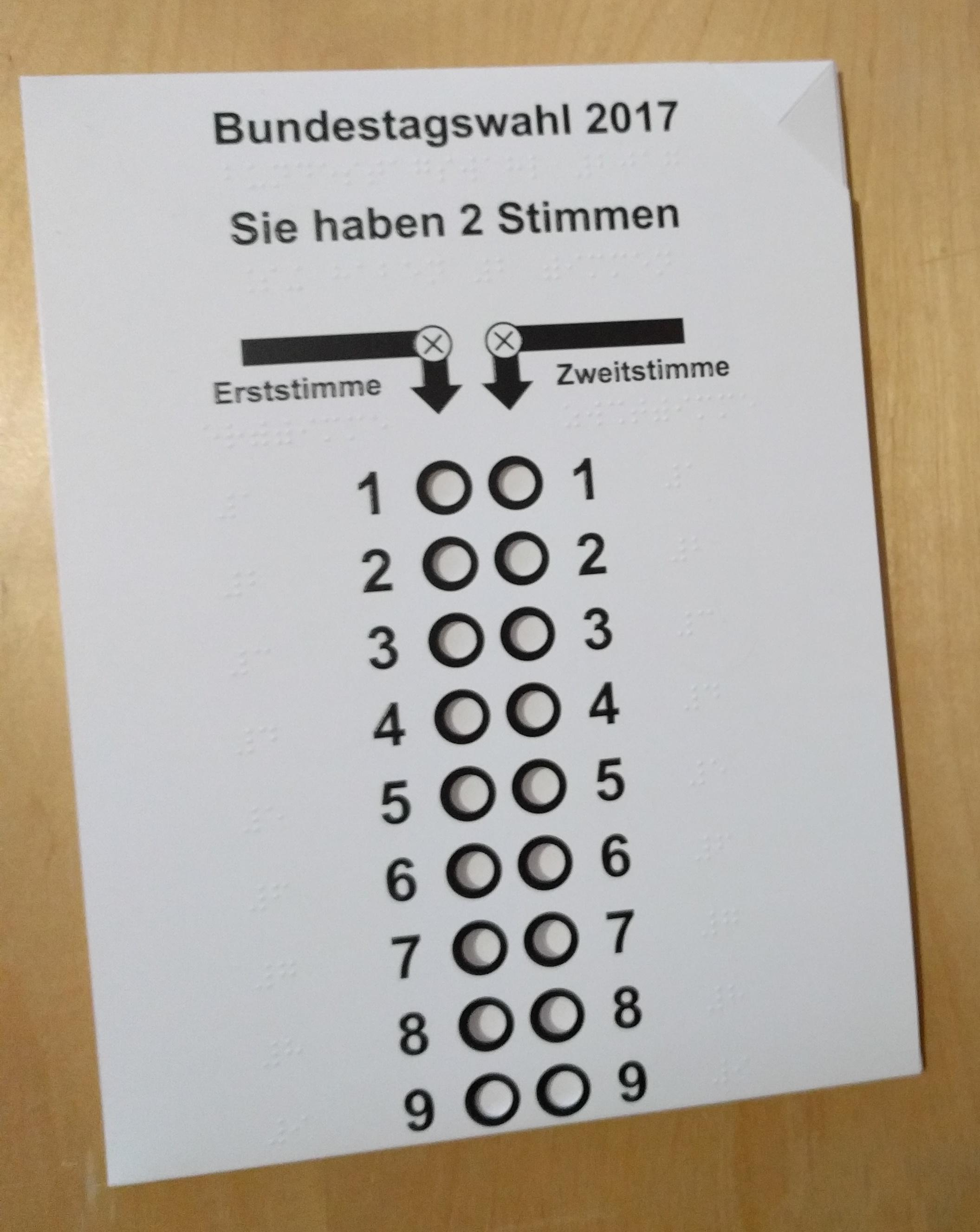
Wahlschablone für die Bundestagswahl 2017

Eine Wahlschablone (in Österreich Stimmzettelschablone genannt) ist ein Hilfsmittel, das es blinden beziehungsweise stark sehbehinderten Menschen bei geheimen Wahlen ermöglicht, die Stimme ohne Hilfe einer anderen Person abzugeben. Wahlschablonen gewährleisten zusammen mit Begleitinformationen in Punktschrift oder Großdruck, oder als CD im Audio- oder DAISY-Format ein barrierefreies Wählen.

## Verwendung in Deutschland
Nach § 45 Absatz 2 Bundeswahlordnung haben Blindenvereine vor Bundestagswahlen ein Anrecht auf Stimmzettelmuster, um rechtzeitig Wahlschablonen anfertigen und an die betroffenen Personen austeilen zu können. Zudem werden den Blindenvereinen laut § 50 Absatz 4 Bundeswahlgesetz die Kosten zur Herstellung der Schablonen erstattet. Auch bei anderen Wahlen, wie Sozialwahlen, Europawahlen, Landtagswahlen und Kommunalwahlen werden Wahlschablonen eingesetzt.

## Verwendung in Österreich
In Österreich dürfen Wahlschablonen, hier Stimmzettel-Schablonen genannt, von blinden oder stark sehbehinderten Wählern bei jeder Wahl verwendet werden und müssen diesen angeboten werden.
Vom Bundesministerium für Inneres heißt es dazu:

„Blinde oder stark sehbehinderte Wählerinnen und Wähler können für die Stimmabgabe ein „Hilfsmittel zur Ermöglichung der selbständigen Wahlausübung“ (eine Stimmzettel-Schablone) verwenden. Jedes Wahllokal muss über Stimmzettel-Schablonen verfügen. […]
Wenn blinde oder stark sehbehinderte Personen nicht im Besitz einer Stimmzettel-Schablone sind, hat die Wahlleiterin oder der Wahlleiter gleichzeitig mit dem Stimmzettel eine solche anzubieten.“